# Coryanthes minima
Coryanthes minima är en orkidéart som beskrevs av A.T.Oliveira och J.B.F.Silva. Coryanthes minima ingår i släktet Coryanthes, och familjen orkidéer. Inga underarter finns listade i Catalogue of Life.